# 이미자
이미자(李美子, 1941년 10월 30일 ~ )는 대한민국의 가수이다.

## 학력
- 문성여자상업고등학교 (중퇴)

## 가족
- 첫째 딸은 1981년에 고봉산 작곡가의 곡인 《항구》로 데뷔해 《어차피 떠난 사람》을 리메이크 히트시킨 엄마의 뒤를 따라가는 가수 정재은이다.

## 생애
이미자는 1941년 10월 30일에 서울특별시 용산구 한남동에서 아버지 이점성과 어머니 유상례 사이에서 2남 4녀 중 장녀로 태어났다. 이미자가 2살이 되던 1943년에 아버지가 징용으로 일본에 끌려가면서 어려운 생활을 하게 되었으며 1945년에는 힘든 생활고 때문에 어머니 유상례에 의해 외할머니 댁에서 형제들과 떨어져 외롭게 자랐다. 어릴 적부터 음악에 관심을 가지던 이미자는 1957년에 방송하던 노래자랑 프로그램 KBS의 《노래의 꽃다발》에 출연해 1위를 하였으며 1958년 이미자는 HLKZ TV 방송이 개최한 아마추어 노래 콩쿨인 예능 로타리에 출전하여 1등으로 입상하였고 당시 유명한 작곡가 나화랑(본명: 조광환, 1983년 작고)에게 스카우트되어 《열아홉 순정》(반야월/나화랑)으로 가수로 공식 데뷔하였다. 57년의 가수인생중 1000만장을 넘긴 여가수이기도 하다. 트로트 여자 가수로는 김용임과 더불어 이미자가 유일하게 전성기 시절인 1970년대 후반에 달성한 것으로 추정되고 있다.
1960년 어려운 시절에 함께 알고 지내던 연주자 정진흡과 첫 번째 결혼을 하였으며 데뷔 전부터 애절하고 구성진 목소리로 주목받은 이미자는 1964년에는 영화 주제가 《동백아가씨》(한산도/백영호)를 스카라 극장 근처 목욕탕 건물 2층에서 방음 장치 다해놓고 얼음물에 발을 담가가며 임신 9개월인 상태에서 불러 국내가요사상 최초로 가요프로그램에서 35주 동안 1위를 기록, 25만 장이란 엄청난 음반 판매고를 올리며 집과 전화 그리고 자동차를 장만할만큼 부와 명예를 동시에 거머쥐었다. 당시 대한민국 음반업계가 불황을 겪던 그 해, 《동백 아가씨》는 말 그대로 공전의 히트를 기록했다. 하지만 왜색조라는 이유로 방송금지령을 선고받았고 설상가상으로 남편 정씨와 이혼하게 되었다. 이미자는 1965년에 평생의 콤비가 되는 작곡가 박춘석과 만나게 되었다. 이미자가 〈동백 아가씨〉(한산도/백영호) 로 정상에 오를 무렵, 박춘석은 패티 김, 최양숙, 남진 등 당대 스타들을 발굴해 가수로 우뚝서게 한 당대 최고의 작곡가였다. 박춘석과 이미자는 KBS 라디오 연속극 진도아리랑(극본/주제가 작사:이서구[이고범])의 주제가로 첫 인연을 맺었다. 하지만  두 사람이 뗄 수 없는 콤비로 손을 잡게 만든 노래는 1965년에 이미자가 발표한 《흑산도 아가씨》 (정두수/박춘석)였다. 박춘석은 이미자의 천재적 가창력에 감탄했다. 〈흑산도 아가씨〉 에 이어 1966년 KBS 라디오 주제가 《섬마을 선생님》도 발표한지 불과 일주일만에 빅히트를 기록했다. 이미자가 스스로 3대 히트곡으로 꼽는 노래 가운데 《기러기 아빠》(하중희/박춘석)도 박춘석이 작곡한 노래이다. 한창 전성기를 누비던 1966년 2월 5일에 강릉에서 공연을 하던 이미자는 자신을 찾아온 생모 유상례를 22년만에 극적으로 상봉하게 되어 꿈에도 그리던 어머니를 만나게 되었다. 하지만 이미자와 어머니의 몇 시간의 짧은 만남이 끝난후 어머니는 영주로 이미자는 다음 공연을 위해 묵호로 떠나게 되었고 이것이 이미자와 어머니 유 씨의 마지막 만남이 되었다.
공교롭게도 〈동백 아가씨〉를 비롯하여 이미자의 히트곡 대부분은 발표된지 몇 년만에 왜색이나 경제발전에 저해되는 비탄조의 노래라는 이유로 방송 금지곡으로 판정되어버렸다. 히트할 때마다 줄줄이 금지곡 낙인을 받자 그녀는 노래를 그만두려고 했을만큼 충격을 받았다. 기회있을 때마다 해금을 요청했고 결국 1987년에서야 금지곡 족쇄에서 풀려났다. 개인적으로 힘든 시기를 겪었던 이미자는 1967년부터 영화 주제가로 발표된 《그리움은 가슴마다》(정두수/박춘석), 《아네모네》(영화 《아네모네 사랑》 주제가)("/") 《여자의 일생》(한산도/백영호) 등 서정적인 분위기가 돋보이는 정통 트로트를 고수하며 대한민국의 대표가수의 맥을 이어가며 대중들에게 많은 사랑을 받았다. 당시 이미자와 함께 대한민국 가요계를 평정하던 패티 김과 함께 1960년대 가요계를 주름잡았다. 이미자를 따라다니는 애칭 (엘레지(悲歌)의 여왕)은 1967년에 박춘석이 작곡한 이미자의 자전적인 이야기를 그린 영화 주제가〈엘레지의 여왕〉(이운석/박춘석) 을 히트시키면서 얻었다.
1970년에는 TBC 동양방송 드라마 《아씨》의 주제가였던 〈아씨〉(임희재/백영호) 가 히트하였으며 KBS 방송위원이었던 김창수와 결혼하였다. 1972년에는 PD겸 극작가인 이남섭 선생님이 극본과 연출을 맡은 KBS의 드라마 《여로》의 주제가 이었던 〈여로〉(이남섭/백영호)도 히트 하였다. 1979년에는 대한극장에서 데뷔 20주년 기념공연을 개최하였고 1985년 (주)민주음악협회의 초청으로 일본 도쿄, 오사카에서 공연을 개최, 공연에 앞서 한일(韓日)공동기획으로 [한국연가(戀歌)의 계보를 듣는다]라는 2장짜리 독집 음반을 출판하였다. 1989년에 뉴저지 등에서 미국공연을 개최하였고 가수생활 30년을 기념하여 [노래는 나의 인생](박춘석)을 발표, 대중가수로는 처음으로 세종문화회관에서 데뷔기념 30주년 공연을 개최하게 되었다.
이미자는 북한의 초청으로 2003년에 MBC 평양특별공연을 주최로 평양 동평양대극장에서 공연하였다. 이미자는 1970년부터 서서히 가요계의 주도권을 후배 가수 남진, 나훈아, 문주란, 하춘화에게 내주게 되었지만 지금껏 취입한 노래는 스스로도 헤아리지 못할만큼 많다. 1960년대 내내 한해에 음반을 무려 10여장씩  발표, 데뷔 10년 만인 1969년 《[1000곡 돌파 기념 리사이틀]》을 가졌을 정도다. 1991년 KBS 자료실은 그녀가 취입한 노래를 2064곡으로 집계했다. 그 이후로도 음반을 몇장 더 냈으니, 지금은 2500여곡으로 늘어났다. 국내 가수들 가운데 누구도 견줄 사람이 없는 기네스북에 등재된 기록적 숫자다. 지난 1995년엔 화관문화훈장을 받기도 했다. 흔히 그녀가 노래하는 장르를 트로트로 분류하고 트로트의 여왕이라고 부르지만 본인은 자신의 노래들이 트로트보다는 전통가요로 분류되어야 한다고 주장한다. 현재까지도 뛰어난 가창력과 대중을 사로잡는 무대로 한국인들의 사랑을 받고 있다.
2014년에는 데뷔 55주년을 맞이하여 전국 투어 콘서트, 디너쇼 등을 개최한다고 밝혔다. 2015년에는 가수 장사익과 《이미자-장사익 특집 콘서트》를 개최하였고 이 프로그램은 KBS1에서 방영되어 20.1%라는 높은 시청률을 기록하였다. 2017년에는 가수 인생 58주년을 맞아 KBS1 《이미자 빅쇼》를 개최하였고 이 역시 시청률 14.1%라는 좋은 성적을 이루어냈다.
2019년 5월 2일에는 은퇴를 선언을 했으나 28일 MBN과의 인터뷰에서 은퇴는 아니라고 선을 그었다.

## 대표곡
히트곡으로 분류되는 노래만 약 400여 곡에 달한다.
- 〈열아홉 순정〉 (1959년)
- 〈동백아가씨〉 (1964년)
- 〈지평선은 말이 없다〉 (1966년)
- 〈섬마을 선생님〉 (1967년)
- 〈빙점〉 (1967년)
- 〈서울이여 안녕〉 (1968년)
- 〈기러기 아빠〉 (1969년)
- 〈아씨〉 (1970년)

## 금지곡
1964년 《동백아가씨》를 발표하고 100만 장 이상 판매되는 큰 인기를 끌게 되어 가장 인기있는 가수의 반열에 오르게 되었다. 하지만 이후 한일수교정상화의 정치적 영향을 받아 왜색풍이라는 시비에 의해 방송금지곡으로 지정되어 1987년 6월민주항쟁이후 해금될 때까지 방송에서 접할 수 없었다.

## 영화
1967년 이미자의 자전적 이야기를 다룬 영화 《엘레지의 여왕》이 만들어졌다. 감독은 한형모, 최남현, 남정임, 박노식이 출연하였다.
해당 영화에서 이미자의 어린시절 아역으로 꼬마가수 '김명옥'이 출연했었다. 김명옥은 훗날 80년대를 대표하는 인기가수 '나미'가 되었다.

## 광고
- 1996년 : 명인제약 이가탄

## 수상목록
- 1979년 제14회 MBC 《10대 가수가요제》 특별 가수상
- 1977년 제12회 MBC 《10대 가수가요제》 10대 가수상
- 1976년 제11회 MBC 《10대 가수가요제》 특별 가수상
- 1975년 제10회 MBC 《10대 가수가요제》 10대 가수상
- 1974년 제9회 MBC 《10대 가수가요제》 10대 가수상
- 1973년 제8회 MBC 《10대 가수가요제》 10대 가수상
- 1971년 제6회 MBC 《10대 가수가요제》 10대 가수상
- 1970년 제5회 MBC 《10대 가수가요제》 최고인기 가수 (가수왕)
- 1968년 제3회 MBC 《10대 가수가요제》 최고인기 가수 (가수왕)
- 1968년 제3회 MBC 《10대 가수가요제》 10대 가수상
- 1967년 제2회 MBC 《10대 가수가요제》 최고 인기 가수 (가수왕)
- 1967년 제2회 MBC 《10대 가수가요제》 10대 가수상
- 1966년 제1회 MBC 《10대 가수가요제》 10대 가수상
- 2020년 제1회 트롯어워즈 트롯100년 대상

## 서훈
- 화관문화훈장(1995, 5등급)
- 보관문화훈장(1999, 3등급)
- 은관문화훈장(2009, 2등급)

## 관련 서적
- 《인생 나의 40년》 이미자 지음, 황금가지, 1999년, ISBN(13):9788982732287
- 《한국 금지곡의 사회사》 문옥배 지음, 예솔, 2004년, ISBN(13):9788959161126
- 《한국 대중가요사》 이영미 지음, 시공사, 1998년, ISBN(13):9788956383682